# Monofizitstvo
Monofizitstvo (od grčkog μόνος, monos - jedn', i φύσις, fisis - priroda/narav) je kršćanski nauk o samo jednoj, božanskoj, naravi Isusa Krista koji negira njegovu ljudsku narav.
Ovaj je nauk bio raširen među mnogim kršćanima od 4. stoljeća, a protivi se nauku duofizitista o dvije naravi u Isusu Kristu - božanskoj i ljudskoj. Monofiziti su držali da je Krist samo Bog, a ne da je i pravi Bog i pravi čovjek. Monofizitstvo se dijelilo u dvije vrste - realno monofizitstvo i nominalno monofizitstvo. Realno monofizitstvo je monofizitstvo u pravom smislu značenja i danas je u potpunosti odbačeno; dok nominalno monofizitstvo činjenično priznaje postojanje dviju naravi, no protivi se kalcedonskom vjerovanju izjednačavajući pojmove naravi i osobe, zbog čega drže kako kalcedonsko vjerovanje vodi k nestorijanstvu.
Katolička Crkva priznala je pravovjernost naučavanja nominalnih monofizita glede Kristovih naravi, a u današnje doba pojam monofizitstvo, upotrebljava se za označavanje današnjih nominalno monofizitskih crkvi, smatra se derogativnim, i radije se rabi pojam miafizitstvo. Miafizitstvo su do danas zadržale tri crkve - Armenska apostolska Crkva, Sirska pravoslavna Crkva i Koptska Crkva.

## Povijest
Do sukoba u kršćanstvu oko pitanja monofizitstva došlo je ubrzo nakon Efeškog sabora, jednog od sedam prvih ekumenskih sabora Crkve. Nakon smrti Ćirila Aleksandrijskog, već ostarjeli carigradski monah Eutih u pokušaju da spriječi novo izbijanje nestorijanstva (kako sam kaže 448. u pismu papi Lavu I. Velikom), nauka koji tvrdi da uz dvije naravi u Kristu postoje i dvije osobe, ljudska i božanska, zapada u drugu krajnost. Tvrdio je da je vjeran Ćirilovu nauku. Doista, Ćiril je 432. govorio o jednoj naravi (fisis) u Kristu, a čini se da je pod tom grčkom riječi podrazumijevao ono što se u latinskom kaže persona (osoba). Ipak, mnogi grčki teolozi razumjeli su tu riječ u smislu latinske riječi natura (narav), pa su optuživali Eutiha da se vraća na arijanstvo, no, dok je Arije nijekao Isusovo božanstvo, Eutih je nijekao njegovo čovještvo.
Papa Lav I. poslao je pismo u kojem obrazlaže da je Eutihova greška više plod nedostatnog shvaćanja problema, nego li zloće i krivovjerja. Zahvaljujući velikom utjecaju što ga je Eutih imao, njegov se nauk vrlo brzo proširio Istokom.
U studenome 447., na mjesnom sinodu u Carigradu, Eutiha je jedan od sudionika nazvao heretikom te tražio njegovo smjenjivanje iz službe. Tadašnji patrijarh, Flavijan Carigradski, nije rado prihvatio taj zahtjev, upravo zbog Eutihova velikog ugleda, no na koncu je popustio, te su Eutiha osudili kao heretika. Ipak, tu odluku nisu prihvatili ni car Teodozije II., ni aleksandrijski patrijarh Dioskur, jer se Eutih pokorio i priznao pravu vjeru. Dioskur je održao i vlastiti sinod na kojem je vratio Eutiha u službu, a Teodozije je sazvao 449. ponovni sabor u Efezu, pozvavši i papu Lava I., koji je pristao da ga predstavljaju tri izaslanika
Ovaj sabor, međutim neće biti priznat, te će poslije 451. biti sazvan Kalcedonski sabor, na kojem su proglasili vjeru u dvije neodijeljene i nepomiješane naravi u Kristu, a formulirana je u tzv. Kalcedonskom vjerovanju.
Eutihov monofizitski nauk doživio je veliku evoluciju u raznim nijansama mnogobrojnih monofizitskih sekti. Monofizitske sekte nastale su po tomu kako su shvaćale postanak jedne naravi u Kristu iz božanske i čovječanske naravi. Dvije najrasprostranjenije sekte monofizitstva su one od kojih jedna naučava da se čovječja Kristova narav pretvorila u njegovu božansku narav i obratno; a druga sekta naučava da su se u Kristu božanska i čovječja narav pomiješale i da je tako nastala jedna narav Kristova koja nije bila niti božanska niti čovječja.
Prvu navedenu sektu monofizitstva već je prije osudio Kalcedonski sabor. Poslije Sabora očekivalo se da su prepirke na polju kristologije riješili jednom za svagda. Na Zapadu su prihvatili dogmu iz Kalecodnskog sabora i u običaju je bio govor da je Krist jedna osoba s dvije naravi, međutim na Istoku se pojavio otpor odlukama iz Kalcedona. Jedan od najistaknutijih boraca protiv kalcedonskih odluka bio je Sever Antiohijski koji je 518., zajedno s drugim monofizitskim biskupima, sirskim i maloazijskim, pobjegao u Aleksandriju nakon što ih je s dužnosti svrgnuo bizantski car Justin I. Utočište su našli kod jakobinskog aleksandrijskoga patrijarha Timoteja III. Najoštrija borba protiv Kalcedonskog sabora upravo se vodila u Egiptu, a napose u Aleksandriji. Protivnici Kalcedonskog sabora prozvali su se oklijevateljima (haesitantes). Među njima je najistaknutija bila sekta sa Severijem na čelu. Severijanska sekta se poslije podijelila na još sekti, a među njima najistaknutiji su bili agnoeti.
Bizantske pokrajine Egipat, Sirija i Armenija, bile su odijeljene od državne Crkve kako su pripadale monofizitstvu. Bizantski car Heraklije je uočio da su Bizant i njegove pokrajine ugrožavali Perzijanci. Stoga je težio za oživotvorenjem političkog postulata i ulože napor za privođenjem monofizita u državnu pravovjernu Crkvu. Carigradski patrijarh Sergije je zbog takvih političkih prilika u 7. stoljeću iz monofizitstva razvio monergetizam i monotelitizam. Tim činom je želio okončati raskol (šizmu) u Bizantskom Carstvu. Kao neposredni povod velikom monergetičkom i monoteletičkom pokretu bila je unija što ju je na Sergijev poticaj poveo 633. Cyro, aleksandrijski patrijarh, s monofizitskim teodozijancima (severijancima). Cyro je vjerovao da je postigao veliki uspjeh. Velika egipatska sekta koja je bila gotovo dvjesto godina odvojena od državne Crkve prihvatila je izraz kalcedonskog koncila "εχ δυο φυσεων" (ima dvije naravi). Međutim, uz Sergijevo odobrenje, Cyro je pristao na monofizitsku formulu o "jednom Kristovom teandričkom djelovanju" koja se nalazila u 7. članku unije.

## Politička pozadina
Raskoli unutar kršćanstva imali su i svoju političku pozadinu. Arijanstvo, kao prva hereza, nije imalo etnički karakter te su ga prihvaćali kako u grčkom Carigradu tako i u egipatskoj Aleksandriji. Nestorijanstvo već dobiva i etnički karakter kroz sukob grčko-azijskih nestorijanaca i egipatskih pravovjeraca. Nestorijanski su biskupi tako Ćirila Aleksandrijskog nazivali "egipatskim heretikom", a njegove članke "egipatskim člancima". U nestorijanstvu se dakle već očitovala helenistička natruha protiv Egipta, pa su helenisti pokušavali poslije Drugog carigradskog sabora nastojali oduzeti Aleksandriji čast prve patrijarhije iza Rima i dati ga Carigradu.
Monofizitstvo je dalo još jasniji naglasak narodnosti. Javilo se u pogodno doba kada je Aleksandrija, prekomjerno reagirajući na nestorijanstvo, vodila monofizitski pokret, a Grci s druge strane žestoku borbu protiv Aleksandrije. Semitska Azija Antiohijske i Jeruzalemske patrijarhije priklonila se Aleksandriji. Na taj je način monofizitstvo, bez obzira na Grka Eutiha, utjelovilo borbu između helenizma i hamitsko-semitskih naroda podložnih Bizantu.
Prvi čin monofizitske reakcije protiv Bizanta bio je tzv. "Lupeški sabor u Efezu". Tu vodstvo nije imao Eutih, nego aleksandrijski patrijarh Dioskur sa sirskim ahimandritom Barzumasom. Lupeški sabor u Efezu bio je parodija na Efeški sabor na kom su osudili nestorijanstvo. Dioskur je, nakon zlostavljanja carigradkog patrijarha, na njegovo mjesto postavio Egipćanina Apolonija, za kog je bio siguran da neće štetiti Egiptu. Tako je monofizitstvo, od helenističkog Eutihovog stadija prešlo u hamitsko-semitsko jakobinstvo. Nakon Lupeškog sabora Dioskur je bio siguran u pobjedu nad Grcima, no takvo su viđenje imali i bizantski dvor i kalcedonski patrijarh s obzirom na Egipat.
Na Kalcedonskom saboru u 28. kanonu odredili su da se Aleksandriji oduzme primat iza Rima i daje se Konstantinopolu. To je bio pokušaj Grka da stanu ispred Aleksandrije koja je bila nositelj antibizantske struje. Međutim, papa Lav Veliki odbio je prihvatiti 28. kanon, no osudio je Dioskura, ali ne i Aleksandrijsku patrijarhiju, unatoč pritiscima iz bizantskog dvora. Ovdje je Rim izlučio osobu od Stolice, no Konstantinopol i Aleksandrija nisu vidjeli tu razliku.
Sukob između Grka i Egipta bio je vrlo žestok. Događalo se da bi patrijarhe postavljene od Bizanta narod u Egiptu ubijao. Neuki narod nije mogao imati veliko znanje u kristologiji, stoga je takvo djelovanje naroda bilo vođeno u prvom redu narodnim interesima. Nadalje su Egipćani nazivali patrijarhe postavljene od bizanta melkitima (sirijački: ܡܠܟܝܐ, malkojo; arapski: ملكي, malaki - carski), u značenju pristaše cara. Monofiziti su se uvelike služili narodno-političkim osjećajima puka protiv "kalcedonskih heretika".
Na taj je način jakobinstvo zaoštrilo političku borbu hamitsko-semitskih naroda protiv Bizanta. Iste su značajke imale i monofizitske pobune u Jeruzalemu, Antiohiji i Aleksandriji. Nakon što su monifiziti poraženi u Palesitni i Siriji, njihova borba nastavila se u Egiptu, Domovini Dioskora i jakobinskog svetca Šenude. Bizant je svaki pokret u Aleksandriji gledao sa sumnjom, dok su u Aleksandriji svaku stvar i osobu iz Bizanta promatrali kao antinacionalnu. Političko-vjerski sukobi između Bizanta i Aleksandrije pogodovali su i padu tih područja pod islam.

## Vrste monofizitstva
Monofizitstvo je dvojako, postoji realno monofizitstvo (monophysitismus realis) kojeg je zastupao Eutih i nominalno (monophysitismus nominalis) kojeg je zastupao Sever Antiohijski. Tu podjelu prvi su napravili teolozi Joseph Lebon i Martin Jugie. Većina današnjih monofizita, uključujući i severijance, osudila je Eutiha i njegov nauk kao heretički, tako da glavninu današnjih monofizita čine severijanci.
Osim ove temeljne podijele, u 5. i 6. stoljeću među monofizitima je vladala velika podijeljenost. Najpodjeljenija je heretička sljedba u povijesti. U početku su se od eutihijanaca odvojili tzv. čisti monofiziti koji su osudili Eutiha. Nakon 482. među tzv. čistim monofizitima pojavile su se dvije stranke - henotici koji su prihvatili carski edikt Henotikon cara Zenona i acefali koji su ga odbacili. Među henoticima najvažnije stranke bili su julijanci ili aftardoketi i severijanci ili ftartodoketi. Julijan iz Halikarnasa i Sever Antiohijski koji su radi progona monofizita izbjegli u Egipat, počeli su raspravu o tome je li Kristovo tijelo podvrgnuto raspadanju ili ne. Sever je tvrdio da jest, Julije je nijekao. Monofizitski partijarh Timotej III. Aleksandrijski se kolebao između te dvije stranke. Nakon što je Timotej umro, puk je izabrao Gajana julijanca za njegovog nasljednika, a svećenstvo Teodozija severijanca. Prema njima su se sada monofiziti dijelili na gajance i teodozijance.
Julijanci, nakon što su se raširili po Etiopiji, stvorili su zasebnu crkvu sa zasebnim patrijarhom. Oni su se podijelili na ktistolatre i aktistete. Prvi su naučavali da je Kristovo tijelo stvoreno, a potonji poricali. Među severijancima također dolazi do podijela, pa se tako oni dijele na temistijevce i agnoete. Aleksandrijski đakon Temistije naučavao je da je Krist u svemu istobitan ljudima, pa i u neznanju. I među temistijevcima razvio se poseban ogranak - kondobauditi, koji su naziv dobili po mjestu svojih sastanaka u Konstantinopolju.
Neki monofiziti su raspravu o Kristovim naravima prenijeli i na naravi božanskih osoba učeći triteizam. Iz tih rasprava razvili su se kononci, nazvani po Kononu, biskupu iz Tarza i filoponci, nazvani po Ivanu Filoponu, aristoteliku iz Aleksandrije. Ogranak kononaca su damjanovci ili tetraditi u Aleksandriji koji su naučavali da ni jedna osoba Presvetog Trojstva nije za sebe Bog, nego da po nepodijeljenom sudjelovanju čine jednog Boga kojeg imaju u sebi.
Sve navedene stranke u monofizitstvu su isčeznule. Danas se monofiziti u različitim zemljama nazivaju različitim imenima. Od njih danas postoje jakobiti u Levantu, Kopti u Egiptu, gregorijanci ili ečmiadzinci u Armeniji i pripadnici Etiopske Crkve.

### Severijanci
Sljedbenici Severa Antiohijskog, severijanci, prozivali su pristaše Kalcedonskog sabora za nestorijanstvo. Kako se u monofizitstvu narav poistovjećuje s osobom, tvrdnje da postoje dvije naravi u Kristu bile su za njih jednake tvrdnjama da postoje i dvije osobe u Kristu, dakle isto ono što je naučavao Nestorije. Dvije Kristove naravi po severijancima su bile ili hipostatičke (osobene) ili nisu bile hipostatičke. Iz tog su izvodili zaključak da ako jesu hipostatičke, da onda postoje i dvije osobe, a ako nisu hipostatičke onda nisu postojeće, što je apsurdno. Postoji li razumna narav onda je ona nužno hipostatička jer ne postoji razumna narav, a da je nehipostatička. Stoga su severijanci zaključili da ako dvije naravi Kristove jesu hipostatičke da pristašama Kalcedonskog sabora ne preostaje drugo do prihvatiti nestorijanstvo ili poreći Kristovo postojanje. Severijanci su naučavali kako postoji jedna Kristova narav koja je nastala sastavljanjem čovječanske i božanske naravi, a da se pri tome božanska i čovječanska narav nisu pomiješale, tj. čovječanska se nije pretvorila u božansku i obratno. Crkva iz tog razloga nalaže severijancima da priznaju dvije Kristove naravi ako već zastupaju sastavljene, a ne pomiješane čovječansku i božansku narav, gdje je čovječanska narav podvrgnuta trpnji i smrti, a božanska besmrtna i nepodvrgnuta trpnji. Severijanci su, međutim, tvrdili da naučavanje da se božanska narav ujedinila s čovječnom, a nije se smiješala s njom, i da tako postoji jedna narav ne predstavlja apsurd. To severijanci potkrepljuju primjerom čovjeka, gdje objašnjavaju da je duša jedna narav - besmrtna, a tijelo druga - smrtna, te da ujedinjene i nepomiješane čine jednu ljudsku narav.
Optuživanje za nestorijanstvo bilo je obostrano. Pristaše Kalcedonskog sabora to su činile na osnovi toga što su severijanci naučavali da su narav i osoba jedno te isto te zbog istovremenog naučavanja da je Kristova narav ujedinjenje božanske i čovječanske naravi dok su obje ostale nepomiješane i gdje je božanstvo nepretvoreno u čovještvo i čovještvo nepretvoreno u božanstvo. Upravo ih je takvo naučavanje dijelilo od ostalih monofizita jer su sebi drugačije predočavali "jednu Kristovu sastavljenu narav".
Severijanci su svoje naučavanje branili pomoću sv. Ćirila, velikog branitelja pravovjerstva protiv nestorijanstva. Prigovarali su Kalcedonskom saboru što se nije poslužio Ćirilovim formulama "ima dvije naravi" ("εχ δυο φυσεων") "jedna narav utjelovljenja Božje Riječi" ("μια φυσισ του θεου λογου σεσαρκωμενη"). Zamjena tih Ćirilovih formula formulom "ima dvije naravi" vodila je, kako su tvrdili, k nestorijanstvu. Međutim, severijanci su se mogli uvjeriti da je Kalcedonski sabor odbacio nestorijanstvo upravo odbacivanjem postojanja dviju osoba i pojašnjavanjem međusobnog odnosa božanske i čovječanske naravi u Kristu. Tu istu formulu pri svojoj obrani rabili su i drugi monofiziti, uključujući i euhitiste. Pri tome su monofiziti krivo shvatili Ćirila. Ćiril je formulu "jedna narav utjelovljenja Božje Riječi" rabio protiv nestorijanaca koji su tvrdili da postoje "dvije naravi u Kristu", pri tom naslućujući da postoje zapravo dvije osobe Krista. Sama riječ "utjelovljenje" (σεσαρκωμενη) kod Ćirila označuje čovječnu narav koja je poprimila narav "Riječi" (λογου), gdje je "Riječ" za Ćirila ona koja "postoji u božanskoj naravi" ("Verbum subsistens in natura divina"). Dakle Ćiril je odbijao pomisao da se božanska narav u Kristu pretvorila u konačnu čovječansku narav ili da se čovječanska narav pretvorila u narav Riječi Božje (θεου λογου). Tom formulom Ćiril je ispovijedao jednog jedinog Krista međusobno nepomiješanih i nepretvorenih naravi, božanske i čovječanske. On priznaje dvije naravi u Kristu, ali poradi nestorijanaca radije govori o jednoj naravi koja je postala čovjekom. Severije također veli da se sv. Ćiril radi nestorijanaca nije služio izričajem "dviju Kristovih naravi" jer je pred očima imao zloporabu od strane nestorijanaca koji su, na temelju uvjerenja o istovjetnosti naravi i osobe, izvodili dvije Kristove osobe. Taj isti strah imao je i Sverije pa stoga i izbjegava uporabu izričaja o "dvije Kristove naravi". Severijanci su poput sv. Ćirila vjerovali u jednu Kristovu osobu s dvije sastavljene i nepomiješane naravi, božanskom i čovječanskom. Oni nisu kao eutihijanisti tvrdili da je jedna Kristova narav nastala miješanjem božanske i čovječanske naravi ili pretvaranjem božanske u čovječansku i obratno.
Protiv severijanaca bori se i Leoncije Bizantski u svome djelu U trideset poglavlja u redoslijedu (Τα τριακοντα κεφαλαια κατα σειρα). To djelo predstavlja trideset vrlo kratkih poglavlja u kojima je točno određen nauk Severa i njegovih pristaša. U tome djelu Leoncije iz Severovog nauka hoće dosljedno dovesti do izražaja "dviju Kristovih naravi". U tome djelu Leoncije piše da Sever naučava da se u Kristu čovječanstvo i božanstvo razlikuju, jer Sever tvrdi da božanstvo nije istobitno s čovještvom. Leoncije u svom djelu izražava neshvatljivost zbog toga što severijanci odbijaju priznati postojanje dviju Kristovih naravi, iako priznaju da je u Kristu "nakon spajanja" (μετα την ενωσιν) i božanstvo i čovječanstvo. Stoga Leoncije u četvrtome poglavlju kaže da oni koji priznaju u Kristu božanstvo i čovještvo trebaju iza ujedinjenja priznati i dvije naravi; no ako poriču iza ujedinjenja dvije naravi u Kristu tada poriču i postojanje dviju naravi u Kristu. Tom argumentacijom je Leoncije ukazao na proturječnost kod severijanaca, jer oni priznaju u Kristu iza hipostatskog ujedinjenja i božanstvo i čovještvo, no odbijaju priznati dvije naravi u Kristu riječima. Stoga Leoncije severijancima nalaže da priznaju "dvije naravi u Kristu", jer oni naučavaju da je u Kristu iza hipostatskog ujedinjenja božanstvo i čovještvo, no ako to ne priznaju, navodi Leoncije, da onda poriču i božanstvo i čovještvo u Kristu. Dalje Leoncije prigovara severijancima što odbijaju priznati postojanje dviju naravi iako tvrde da se božanstvo i čovještvo nakon ujedinjenja nisu pomiješali te navodi da severijanci odbijaju govoriti o broju naravi, jer postojanje broja pobija samo njihov monofizitstvo. Oni dakle činjenično priznaju dvije naravi, ali to ne priznaju riječima. Kao argument o dvijema naravima Leoncije govori i o istobitnosti Sina s Ocem, što govori o njegovoj božanskoj naravi, i istobitnosti Sina s ljudima, što govori o njegovoj čovječanskoj naravi. Da je kojim slučajem postojala posebna Kristova narav, tada ne bi bilo govora o istobitnosti Sina s Ocem i Sina s ljudima. Zbog priznavanja različitosti božanske i čovječanske naravi, Leoncije, ponovno, nalaže severijancima da priznaju "dvije naravi u Kristu". Jedino je izričaj "dvije naravi u Kristu bio prepreka severijancima za priznavanje Kalcedonskog sabora, a ne njihovo objektivno naučavanje. Jak argument protiv severijanaca iznio je Leoncije kada im je naložio da zbog svog poistovjećivanja naravi i osobe trebaju u Presvetom Trojstvu priznati i tri naravi. Jer severijanci su držali da osoba u Presvetom Trojstvu nije istobitna s naravi, dok u inkarnaciji osoba jest istobitna s naravi, što je odavalo nedosljednost Severovog naučavanja.
Naučavanje severijanaca jest pravovjerno u objektivnom smislu. Osim izražaja "dvije naravi Kristove", severijanci su prihvatili sav ostali sadržaj Kalcedonskog sabora. No i severijanci priznaju objektivni sadržaj izražaja "dvije naravi Kristove", iako ih odbijaju izričajem priznati. Oni kao i sv. Ćiril izbjegavaju izražaj "dvije naravi Kristove" jer pred očima imaju nestorijanstvo. Bore se protiv Kalcedonskog sabora upravo zbog tog izražaja i predbacuju mu da je napustio sv. Ćirila, velikog borca pravovjerstva protiv nestorijanstva te nastoje povratiti ugled tom utjecajnom aleksandrijskom učitelju. Borba severijanaca i pristaša Kalcedonskog sabora nije se vodila radi objektivnog naučavanja već radi riječi, što je čini neopravdanom.
Isto kao što nisu htjeli prihvatiti Kalcedonski sabor, severijanci nisu prihvaćali niti monofizitstvo, iako su se takvima nazivali. Monofizitstvo naučava da su se naravi u Kristu međusobno pomiješale ili da se jedna narav pretvorila u drugu. Sever je tvrdio da ujedinjene naravi čine jednu sastavljenu narav. Po njemu, naravi sastavljene u jednu narav su nepomiješane; one kao sastavljene u jednu narav uništavaju razdjeljenje i pokazuju jedinstvo. Sastavljene naravi u jednu narav ostaju nepromijenjene, tvrdio je Sever. Severijanci su dakle priznavali jednu narav koja je nastala od božanske i čovječanske naravi, a da su bile nepomiješane, nepretvorene, nerazdijeljene i nerazdružive. Severijanci su dakle bili monofiziti samo nominalno.
François Nau, istaknuti katolički bogoslov, zbog njihova samo nominalnog monofizitstva, predložio je da ih se naziva diplofizitima, a ne monofizitima. Još nekoliko istaknutih katoličkih teologa (G. S. Assemani, E. Renaudot, Martin Jugie)  priznaje da je između katolika i severijanaca vođen sukob samo zbog riječi, ali ne zbog objektivnog naučavanja. Belgijski teolog Joseph Lebon pojasnio je da su severijanski teolozi iz 5. stoljeća riječ "φύσις" (fisis) tumačili kao osobu. Severovo monofizitstvo toliko se malo razlikovalo od pravovjernog naučavanja da su i katolici dugo vremena kao svoje učitelje štovali korifeje monofizitstva, među njima i Pseudo-Dionizija Areopagita i Jakova Saruškog.

## Raskol
Gotovo neposredno nakon sabora došlo je do raskola. Biskupi koji se nisu slagali s Lavovom definicijom koju je sabor prihvatio, odbacili su odluke sabora, govoreći da je prihvaćanje dviju naravi u Kristu zapravo prihvaćanje nestorijanstva. Držali su, međutim, da je u Kristu samo jedna narav, zbog čega su i prozvani monofizitstva. To je označio i nastanak Istočnih pravoslavnih crkava.
Istočne pravoslavne crkve su se nekad nazivale i monofizitskim crkvama, a danas ih se još naziva i predkalcedonskim crkvama. One, međutim, same za sebe kažu da njihov nauk nije monofizitstvo, nego miafizitstvo. Među njih pripadaju Armenska apostolska Crkva, Koptska Crkva, Sirska istočna pravoslavna Crkva i druge.
Danas su neke od tih Crkava s onim Crkvama koje su ostale vjerne Kalcedonskom saboru potpisale različite izjave kojima se izriče ista vjera, te se tvrdi da je do raskola došlo zbog nerazumijevanja, a ne zbog različitog nauka.